# Alfred Fillon
Alfred Fillon (França, 1825 — Lisboa, 1881) foi um artista francês que se fixou em Lisboa por motivos políticos na época do Segundo Império Francês (1852-1870). Recomendado por Victor Hugo a António Feliciano de Castilho, que o acolheu, dedicou-se à fotografia e às artes decorativas, tornando-se o principal retratista da elite portuguesa nos anos iniciais da vulgarização da fotografia. Também se notabilizou pelas suas panorâmicas e pela fotografia de monumentos.

## Biografia
Fixou-se inicialmente na cidade do Porto, em 1857, transferindo-se para Lisboa em 1859. Em Lisboa abriu um estúdio de fotografia que manteve até ao final da vida. 
Fillon apenas voltou a Paris no período 1869-1870, fixando-se depois definitivamente em Lisboa onde se notabilizou como retratista, utilizando as novas técnicas fotográficas que iam sendo desenvolvidas. Também se dedicou às artes decorativas e à reprodução de obras de arte.
Fillon retratou a elite portuguesa do tempo, sendo o retratista de eleição da casa real portuguesa. Também colaborou com fotografias para a imprensa, tendo colaborado em diversas publicações periódicas, com destaque para O Contemporâneo e O Ocidente.
O seu estúdio viria a ser depois assumido por Augusto Bobone que continuaria o trabalho de fotografia de retrato e a reprodução de objectos de arte (pinturas, esculturas e ourivesaria).